# Fordham (Cambridgeshire)
Pour les articles homonymes, voir Fordham.
Fordham est une paroisse civile et un village du Cambridgeshire, en Angleterre.